# Neche
Neche és una població dels Estats Units a l'estat de Dakota del Nord. Segons el cens del 2000 tenia 437 habitants.

## Demografia
Segons el cens del 2000, Neche tenia 437 habitants, 169 habitatges, i 114 famílies. La densitat de població era de 482,1 hab./km².
Dels 169 habitatges en un 33,7% hi vivien nens de menys de 18 anys, en un 59,8% hi vivien parelles casades, en un 4,7% dones solteres, i en un 32% no eren unitats familiars. En el 29,6% dels habitatges hi vivien persones soles el 13,6% de les quals corresponia a persones de 65 anys o més que vivien soles. El nombre mitjà de persones vivint en cada habitatge era de 2,59 i el nombre mitjà de persones que vivien en cada família era de 3,25.
Per edats la població es repartia de la següent manera: un 24,9% tenia menys de 18 anys, un 10,5% entre 18 i 24, un 21,1% entre 25 i 44, un 25,6% de 45 a 60 i un 17,8% 65 anys o més.
L'edat mediana era de 41 anys. Per cada 100 dones de 18 o més anys hi havia 105 homes.
La renda mediana per habitatge era de 42.500 $ i la renda mediana per família de 48.125 $. Els homes tenien una renda mediana de 26.563 $ mentre que les dones 21.875 $. La renda per capita de la població era de 23.813 $. Entorn del 7,1% de les famílies i el 7,9% de la població estaven per davall del llindar de pobresa.

## Poblacions més properes
El següent diagrama mostra les poblacions més properes.